# Wien (rivier)
De Wien is een rivier in het westelijke deel van het Wienerwald (Neder-Oostenrijk, Oostenrijk). Zij ontspringt bij het plaatsje Rekawinkel en mondt bij Wenen uit in het Donaukanaal. De rivier heeft een lengte van 34 km.
Binnen het stadsgebied van Wenen loopt de rivier bijna geheel door een betonnen rivierbed. Dit werd in de jaren 1895 tot 1899, gelijktijdig met de bouw van de Wiener Stadtbahn, gebouwd om het hoge water in de rivier beter te beheersen. Ook werden bij Pressbaum in het Wienerwald en bij Auhof, aan de rand van Wenen, grote overloopreservoirs aangelegd.

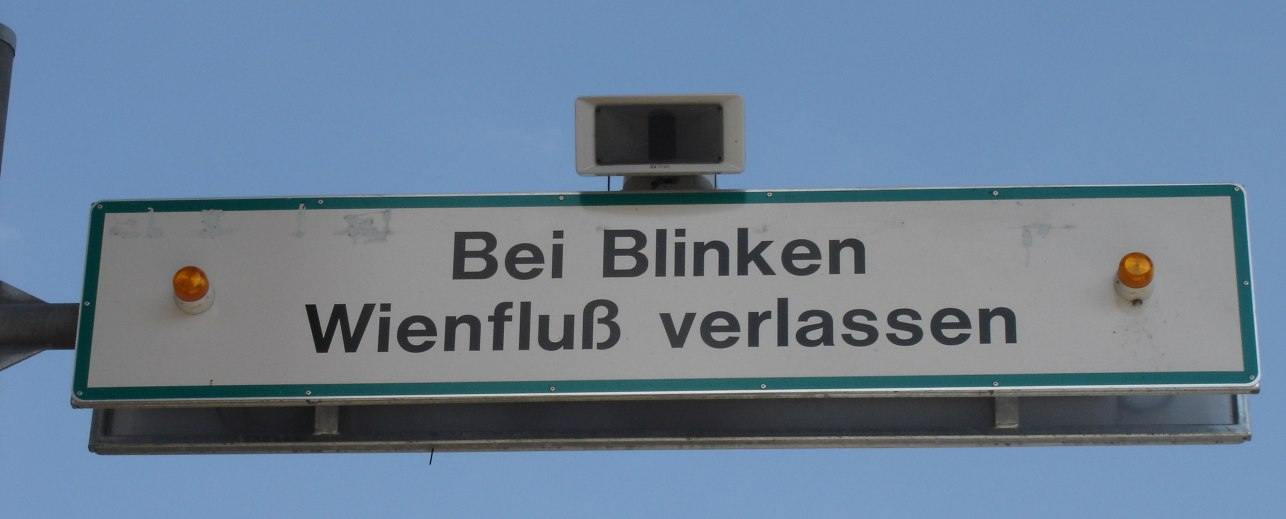
"Bij knipperen rivier verlaten"

Het stroomgebied van de rivier is zeer groot, waardoor het normaal gesproken kleine riviertje in zeer korte tijd kan groeien tot enorme grootte. De bedding van de rivier is daarom slechts op enkele plaatsen in de stad toegankelijk voor wandelaars en fietsers. Bij deze toegankelijke stukken zijn waarschuwingslichten geplaatst.
Op dit moment is de stad Wenen bezig met het verbeteren van de Wien, waardoor het, naar eigen zeggen, de schoonste stadsrivier van Europa wordt. De werkzaamheden bij station Wien Mitte zijn hiertoe in volle gang.

- Gemeinsame Normdatei: 4066011-4
- Nationale Bibliotheek van Israël: 987007556013705171
- Virtual International Authority File: 315127395
- WorldCat: E39PBJmdB3tdGCRDy4VX6qk4bd